# Sawm
Sawm, att fasta under månaden ramadan, är den fjärde pelaren av islams fem pelare. Den är obligatorisk för muslimer och den blev beordrad av Gud i Koranen (2:183). Fastan innebär att man avstår från mat och dryck från gryningen till solnedgången.